# Сухое Котемское Болото
Сухое Котемское Болото — озеро в России, расположено на территории Заполярного района Ненецкого автономного округа. Площадь водного зеркала — 0,5 км². Высота над уровнем моря — 1,7 метра.
Располагается в заболоченной местности в пойме дельты Печоры, между протоками Голубковский Шар, Кепремская-Виска, Курей-Виска и Семихин Шарок, окружено болотами и лесом. В 3,5 километрах к юго востоку от озера находится заброшенное село Бедовое. С северо-запада в озеро впадает протока Вершинная Виска, из юго-западной части вытекает протока, впадающая в Голубковский Шар.
Код водного объекта — 03050300211103000021585.